# Moat, England
Moat eller Kirkandrews Moat är en ort i civil parish Kirkandrews, i grevskapet Cumbria i England. Orten är belägen 18 km från Carlisle. Kirkandrews Moat var en civil parish 1866–1934 när det uppgick i Kirkandrews. Civil parish hade 136 invånare år 1891.